# 灌柳
灌柳（学名：Salix rehderiana var. dolia）为杨柳科柳属下的一个变种。

## 扩展阅读
- 維基物種上的相關：灌柳